# محوطه باغ فتح علی کمالی
محوطه باغ فتح علی کمالی در شهرستان خرم‌آباد، بخش پاپی، دهستان کشور، ۵ کیلومتری شمال شرقی روستای سنگتراشان واقع شده و این اثر در تاریخ ۲۸ اسفند ۱۳۸۵ با شمارهٔ ثبت ۱۸۵۷۳ به‌عنوان یکی از آثار ملی ایران به ثبت رسیده است.